# Kimberly Vandenberg
Pour les articles homonymes, voir Vandenberg.
Kimberly Vandenberg née le 13 décembre 1983 à Berkeley est une nageuse américaine. Elle est médaillée de bronze au relais 4 × 100 m nage libre des Jeux olympiques de 2008 par sa participation aux séries. En 2007, elle est vice-championne du monde du 200 m papillon.

## Palmarès

### Jeux olympiques
- Jeux olympiques de 2008 à Pékin ( Chine) :
  -  Médaille de bronze au titre du relais 4 × 200 m nage libre[1].

### Championnats du monde

#### Grand bassin
- Championnats du monde 2007 à Melbourne ( Australie) :
  -  Médaille d'argent du 200 m papillon.

### Jeux panaméricains
- Jeux panaméricains de 2011 à Guadalajara (Mexique)
  -  Médaille d'or du 200 m papillon.
  -  Médaille d'or du relais 4 × 200 m nage libre.